# Мишина Гора
Мишина Гора — исчезнувшая деревня, находилась на территории современной Полновской волости Гдовского района Псковской области; до революции — Спицинской волости Гдовского уезда Санкт-Петербургской губернии. По этому селению был назван ударный Мишиногорский кратер. 

## История
Народное предание гласит, что в древности эти земли принадлежали некоему Борису, у которого было четыре сына: Михаил, Кирилл, Григорий и Самуил. По отцу эта местность была названа Борисовым полем, а от имён его сыновей — образовавшиеся здесь деревни: Мишина Гора, Кирево, Грихновщина и Самуйликово. 
Из них Мишина Гора примечательна тем, что была центром православного церковного прихода. Известно, что первоначально здесь находилась часовня, а сама деревня принадлежала к Рудницкому приходу. В марте 1867 в Мишиной Горе начали строить церковь, которую освятили в честь святой Троицы. К приходу церкви были причислены следующие деревни: Мишина Гора, Кирево, Грихновщина, Самуиликово, Журавово, Малинница, Лядинки, Большой Хатраж, Малый Хатраж и Пеньково. 
В 1937 году (согласно топографической карте тех лет) в деревне насчитывалось 24 дома. На послевоенных картах (с 1949 года) Мишина Гора, Кирево, Грихновщина и Самуйликово обозначались под одним названием — деревня Борисово.
Официально деревня Мишина Гора Полновского сельского совета Гдовского района Псковской области была снята с регистрационного учёта, войдя в состав соседней деревни Самуйликово, по решению Псковского облисполкома № 453 от 17 ноября 1983 года (тогда же в состав Самуйликова вошла и деревня Грихновщина, деревня Кирево была снята с учёта ещё в 1971 году). 
В настоящее время все селения бывшего Борисова поля опустели.